# Liste arabe unie (1977)
Pour les articles homonymes, voir Liste arabe unie.
La Liste arabe unie (hébreu : רשימה ערבית מאוחדת, Reshima Aravit Meuhedet) était un parti politique arabe israélien des années 1970. Elle n'est pas liée à la Liste arabe unie moderne.

## Histoire
Le parti fut créé le 8 mars 1977, lors de la 8e session de la Knesset par la fusion de la Liste arabe pour les Bédouins et les Villageois et Progrès et Développement, deux partis arabes israéliens associés avec l'Alignement, qui l'avaient intégré peu après les élections de 1973 avant d'en ressortir. Le nouveau parti possédait trois sièges à la Knesset, occupés par Hamad Abu Rabia, Jabr Moade et le politicien vétéran arabe israélien, Seif-El-Din El-Zubi.
Lors des élections de 1977, le parti n'obtint qu'un siège. Les trois anciens représentants tombèrent d'accord pour l'occuper par rotation. Seif-El-Din El-Zubi l'occupa en premier, jusqu'au 3 avril 1979, puis fut remplacé par Hamad Abu Rabia. Cependant, Hamad Abu Rabia fut suspecté de ne pas vouloir abandonner son siège au terme de son tour, ce qui conduisit à son assassinat le 12 janvier 1981 par les fils de Jabr Moade. En dépit du rôle joué par sa famille dans cette mort, Jabr Moade prit le siège jusqu'à la fin de la session de la Knesset.
Le parti échoua à franchir le seuil électoral lors des élections législatives de 1981, à l'instar de tous les autres partis arabes, et en conséquence disparut.